# بن سمار (شركة)
بن سمار هِي شركة سعودية للمقاولات تم تأسيسها عام 1976، وقد تم إعلانها شركة مساهمة مقفلة طبقاً للقانون السعودي عام 2014.
تدير الشركة عملياتها في العديد من الأسواق العربية وتقدم باقة متكاملة من الخدمات الاستثمارية. وتدير الشركة عملياتها في البنية التحتية والمقاولات والاستثمار في المملكة العربية السعودية ومصر والسودان 
ولديها حضور قوي في منطقة الشرق الأوسط وشمال أفريقيا، وآسيا كما أن لديها عدد كبير من الموظفين حيث يتخطى عددهم 7000 موظف في مختلف التخصصات 
وتعمل الشركة في مشروعات كبيرة تبلغ ميزانية بعضها ملياري ريال سعودي 
وتقوم الشركة بتنفيذ هذه المشروعات الضخمة من خلال موظفيها البالغ عددهم 7000 موظف و 500 مهندس في مختلف التخصصات وكذلك 2500 معدة 
ولم يتوقف دور شركة بن سمار في حدود عملها بل امتدت مبادرتها المجتمعية لتشمل نطاقات متعددة منها جودة التعليم والصحة حيث قدمت الشركة العديد من الجوائز والإسهامات التي تشجع الطلاب على مواصلة مسيرتهم العلمية  وتعمل الشركة حاليا على تنفيذ عدة مشروعات بجمهورية السودان من بينها صناعات ثقيلة في مجال السكر 
حيث يبلغ التكلفة الاستثمارية للمشروع 464 مليون دولار 
وتعمل الحكومة السودانية على توسيع التعاون مع شركة بن سمار ليمتد التعاون إلى نشاطات استثمارية أخرى متعددة  وقد قامت شركة بن سمار بتنفيذ العديد من المشروعات الهامة في مجال المقاولات والبنية التحتية منها .
وقد اعلنت الشركة عن افلاسها .

## المشروعات
- تنفيذ تقاطع طريق الرياض - القصيم بطول 14 كيلو متر وبتكلفة قدرها 62.174.000 ريال[10]
- تنفيذ مشروع الإنارة بالطاقة الشمسية في موقع تجميع المعادن بعدد 650 عامود إنارة بالطاقة الشمسية والذي يعد من أول المشاريع التي تم تنفيذها في مدينة الرياض والمملكة كافه[11]
- تنفيذ استكمال الطريق الدائري بالطائف [12]
- تنفيذ مشاريع المياة والصرف الصحي بمحافظة املج بمنطقة تبوك[13]
- تنفيذ طريق الدائري الرابع من نقطة العوالي حتى مخرج العكيشية[14]
- المشاركة في مشروع الدائري الرابع بمنطقة مكة المكرمة[15]
- تنفيذ وانشاء سدود المجموعة الثانية سد الرقب بمنطقة حائل[16]
- تنفيذ ربط موقع سوق عكاظ بالطرق المجاورة (30)كم، وطريق النصائف / حيلان حتى طريق مهد الذهب / عفيف (10)كم، وطريق المزيرعة (5)كم.وطريق قرية العمارية (5)كم [17]
- تنفيذ مشروع البنية التحتية لإسكان محافظة الكامل على مساحة 2.4 مليون متر مربع[18]
- تشغيل وصيانة محطات الصرف الصحي بمدينة رفحاء [19]

والعديد من المشروعات الأخرى على مستوى المملكة العربية السعودية كما فازت الشركة بالعديد من الجوائز في كافة المجالات ومنها

## الجوائز
- خادم الحرمين الشريفين يكرم رئيس مجلس إدارة شركة بن سمار لرعاية الشركة لمهرجان الجنادرية[20]
- أمير الجوف يكرِّم مجموعة «بن سمار» لدورها في نجاح مهرجان الزيتون[21]
- أحمد بن فهد يكرم شركة ابن سمار لرعايتها حفل التميز الثالث في (إنسان)[22]
- السياحة تكرم ابن سمار والمرقاب[23]
- تكريم بن سمار بمناسبة نجاح مسابقة «شاعر الملك» [24]
- أمير القصيم يكرم ابن سمار[25]
- تكريم شركة بن سمار كراعي ذهبي لمؤتمر السلام والرحمة[26]